# HNF1A
Hepatocitni nuklearni faktor 1A (HNF1A) je protein koji je ujedno i transkripcijski faktor. Protein je kodiran istoimenim genom te se nalazi na 12. kromosomu, točnije 12q24.3. Protein čini 631 aminokiselina i ima molekulsku masu od 57.86 kDa. Djeluje tako što regulira tkivno specifičnu ekspresiju više gena, a to najviše radi u Langerhansovim otočićima i jetri.

## Domene proteina
HNF1A protein podijeljen je u tri funkcionalne domene: N-terminalnu domenu dimerizacije (DD), središnju DNA-vezujuću domenu (DBD) i karboksil-terminalnu transaktivacijsku domenu (TAD). Opisane su tri izoforme proteina (A, B, C) koje se razlikuju po duljini C-terminalnog TAD-a te su različito izražene u fetalnom i odraslom tkivu. N-terminalna DD tvori snop s četiri zavojnice gdje su dvije α-zavojnice odvojene okretom i to omogućuje stvaranje homodimera. DBD uključuje dvije POU-subdomene, POUS (specifična domena) i POUH (homeodomena) te se veže za obrnutu palindromsku sekvencu 5'-GTTAATNATTAAC-3'. DBD dugačka 200 AK ostataka sadrži i signal nuklearne lokalizacije koji prethodi POUH domeni, osiguravajući translokaciju HNF1A u jezgru. HNF-1A sadrži i dugi TAD na C-terminalnom kraju, koji je uključen u aktivaciju transkripcije gena i vjerojatno je u interakciji s brojnim transkripcijskim čimbenicima, koaktivatorima i represorima. Osim strukturnih modela za izolirane DD i DBD domene, protein HNF1A ostaje strukturno i biofizički nekarakteriziran.

## Lokacija proteina
Protein je smješten unutarstanično. Ciljni organi su crijeva, bubreg, gušterača i jetra. HNF1A je pronađen u proksimalnim enterocitima, proksimalnim tubularnim stanicama, hepatocitima, Panethovim stanicama, distalnim enterocitima, nediferenciranim stanicama i crijevnim vrčastim stanicama. Nije pronađen u imunološkim stanicama, a lokaliziran je u nukleoplazmi.

## Interakcija s drugim proteinima
HNF1A je u protein-protein interakciji s proteinima CBP, P/CAF, Src-1 i RAC3. Proteini su u in vivo i in vitro interakcijama. CBP specifično ulazi u interakciju s N-terminalnom regijom HNF1A dok su P/CAF, Src-1 i RAC3 u interakciji s C-terminalnom aktivacijskom domenom (ADI).
HNF1A je u protein-protein interakciji s DCOH-om. Proteini međusobno ulaze u interakciju u jezgri stanica sisavaca. Potrebna je dimerizirana domena HNF1A proteina kako bi se na njega vezao DCOH protein, ali DCOH protein ne treba svoju enzimsku aktivnost da se veže za HNF1A, te se lokacija DCOH-a mijenja kada je prisutan HNF1.

## Povezanost proteina HNF1A s bolestima
HNF1A je važan čimbenik transkripcije za održavanje funkcije β-stanica Langerhansovih otočića. HNFAα može uzrokovati različite oblike dijabetesa zbog različitih razina penetracije i genetske pozadine. Pojedinačni nukleotidni polimorfizmi (SNP) uzrokuju MODY3, šećernu bolest tipa 2 i gestacijski dijabetes.
Bolesnici s MODY3 pokazuju progresivni neuspjeh u kontroli glikemije s oštećenom funkcijom β-stanica. Mutacija HNF1A izravno mijenja bazalnu sekreciju inzulina. SNP-ovi u T2D i GDM-u utječu na poremećaj koncentracije glukoze u krvi zbog narušene funkcije proteina HNF1A . Dijabetes melitus povezan s HNF1A ima veću kliničku heterogenost.